# Microcephalops williamsi
Microcephalops williamsi är en tvåvingeart som först beskrevs av Hardy 1954.  Microcephalops williamsi ingår i släktet Microcephalops och familjen ögonflugor. Inga underarter finns listade i Catalogue of Life.